# Гашкін Андрій Олександрович
Андрій Гашкін (рос. Андрей Александрович Гашкин; нар. 6 грудня 1970, Талдом, РРФСР) — радянський та російський футболіст, правий півзахисник. Зараз — тренер.

## Кар'єра гравця
Серйозно почав займатися футболом пізно — в 14 років. На дорослому рівні вперше почав виступати у Владимирі, в місцевому «Торпедо». Потім грав і за «Сатурн» з Раменського, і за команду «Знам'я труда» з Орєхово-Зуєво, і за московський «Спартак», з яким в 1993 році став чемпіоном і зміг зіграти з кумиром дитинства — Федором Черенковим.
Потім виступав в українській першості. У 1994 році підписав контракт з тернопільською «Нивою». У футболці тернопільського клубу дебютував 12 березня 1994 року у переможному (3:0) домашньому матчі 19-го туру вищої ліги чемпіонату України проти рівненського «Вереса». Андрій вийшов на поле у стартовому складі, а на 46-ій хвилині його замінив Віталій Шумський. Дебютним голом за тернопільську команду відзначився 25 березня 1994 року на 33-ій хвилині переможного (3:0) домашнього поєдинку 21-го туру вищої ліги чемпіонату України проти харківського «Металіста». Гашкін вийшов на поле у стартовому складі, а на 60-ій хвилині його замінив Ігор Покідько. Загалом у футболці «Ниви» у чемпіонаті України зіграв 16 матчів та відзначився 4-ма голами. Того ж року перейшов до одеського «Чорноморця», у складі якого двічі ставав володарем срібних медалей чемпіонату України. У період виступів за одеситів Гашкіну пропонували отримати українське громадянство і виступати за збірну України, але Андрій відмовився і в 1996 році повернувся до Росії, в ЦСКА.
На початку 1997 року слідом за головним тренером Олександром Тархановим перейшов у «Торпедо-Лужники», де провів наступні п'ять років. У 2000 році завоював бронзові медалі. За підсумками сезону 2000 року удостоївся призу «За вірність клубу» від редакції газети «Московський залізничник». Після закінчення контракту перейшов до елістинського «Уралана».

## Кар'єра тренера
Після завершення футбольної кар'єри працював тренером в дитячій футбольній школі «Торпедо». Наприкінці 2005 року був призначений тренером дублюючого складу автозаводців. Наприкінці 2007 року знову очолив ФШМ «Торпедо».

## Досягнення
- Прем'єр-ліга
  -  Чемпіон (1): 1993
  -  Бронзовий призер (1): 2000

- Прем'єр-ліга
  -  Срібний призер (2): 1995, 1996

- Кубок Співдружності
  -  Володар (1): 1993 (2 гри)

## Виступи у єврокубках
- Кубок володарів кубків 1992—1993 у складі «Спартак» (Москва): 2 гри.
- Кубок УЄФА 1996—1997 у складі ЦСКА (Москва): 2 гри.
- Кубок Інтертото 1997 року у складі «Торпедо» (Москва): 5 ігор, 3 голи.
- Кубок УЄФА 2000—2001 у складі «Торпедо» (Москва): 2 гри, 1 гол.
- Кубок УЄФА 2001—2002 у складі «Торпедо» (Москва): 1 гра.